# آبشار بلک بروک
آبشار بلک بروک (به انگلیسی: Black Brook Waterfall) آبشاری است که در نوا اسکوشیا، کانادا واقع شده و ارتفاع کلی ریزشگاه آن ۱۲ متر است.